# FC Ajax Lasnamäe
El FC Ajax Lasnamäe es un club de fútbol de Estonia, de la ciudad de Tallin. Fue fundado en 1993 y juega en la ii Liiga, la cuarta liga de fútbol más importante del país.

## Historia
El club fue fundado en 1993 como FC Ajax Estel Tallinn, adoptando en 2005 su actual nombre. En 2006 debutó en la Esiliiga.

## Uniforme
- Uniforme titular: Camiseta azul y amarilla a franjas horizontales, pantalón negro, medias amarillas.